# Bernhard Schlick
Bernhard Schlick (* 31. Dezember 1841 in Heinrichswalde; † 21. Januar 1909 in Adlig Crottingen, Kreis Memel) war Rittergutsbesitzer und Mitglied des Deutschen Reichstags.

## Leben
Bernhard Schlick war der älteste Sohn des Verwaltungsjuristen Carl Julius Schlick und dessen Frau Julianne Luise Mariane, geb. Sperber. Er besuchte die höhere Realschule in Memel und die Landwirtschaftliche Akademie Möglin. Er war Mitglied des Kreistages und des Kreisausschusses im Kreis Memel. Den Krieg 1866 machte er im Regiment 41, den Krieg 1870/71 als Reserve-Offizier im damaligen Regiment Kronprinz (ostpreußisches Nr. 1) mit. Nach dem Tod seines Vaters im Jahr 1874 übernahm er das elterliche Gut Adlig (Deutsch) Crottingen, dessen Ortsstelle im heutigen Litauen (im Amtsbezirk Kretingalė) nach seinem Familiennamen mit Šlikiai bezeichnet wird.
Von Juli 1891 bis 1893 war er Mitglied des Deutschen Reichstags für den Wahlkreis Reichstagswahlkreis Regierungsbezirk Königsberg 1 und die Deutschkonservative Partei. Ledig geblieben starb er 67-jährig auf seinem Gut.